# HyperLEDA

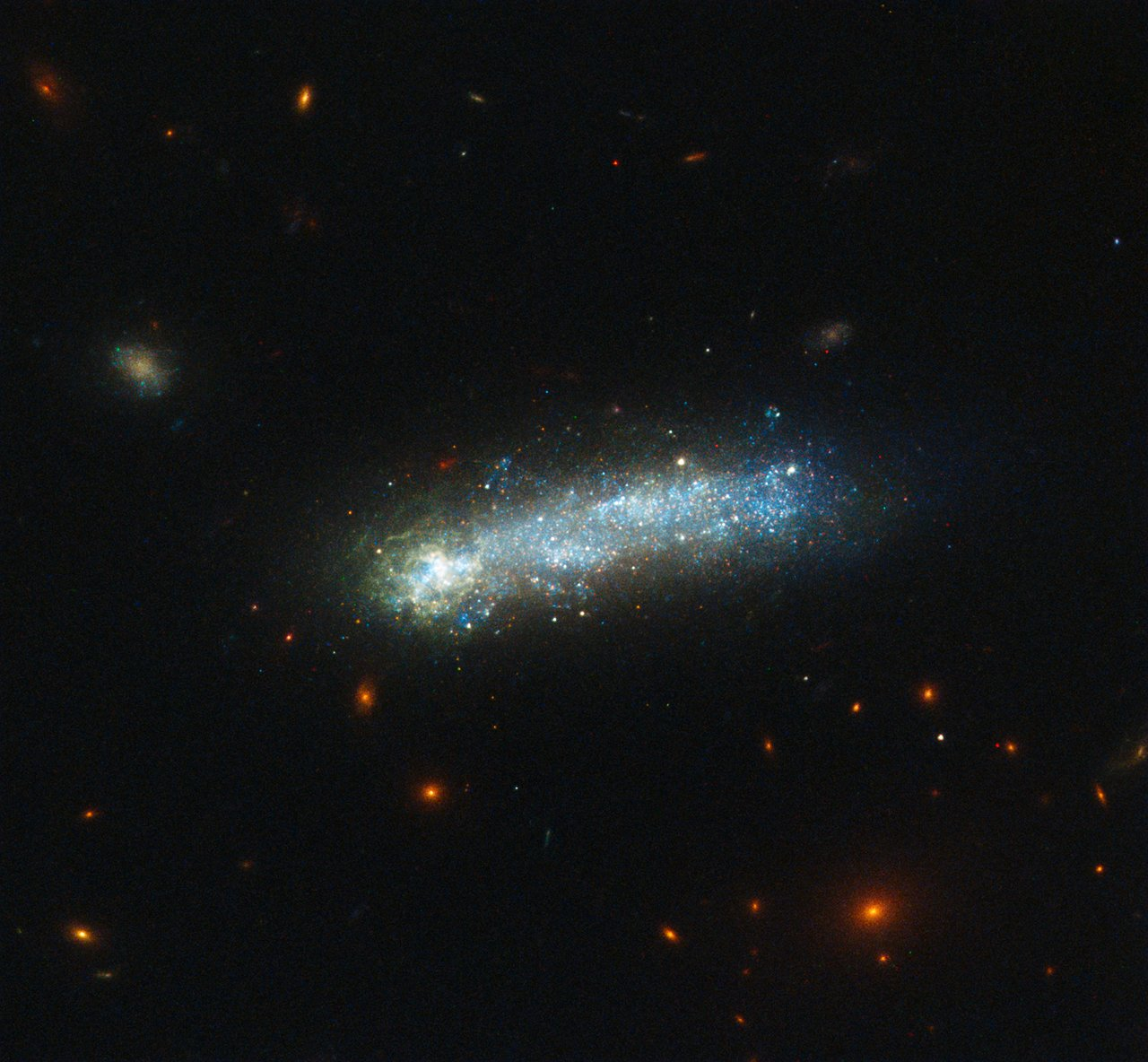
Galaxie LEDA 36252 lze nalézt v databázi HyperLEDA.

Lyon-Meudon Extragalactic Database (LEDA) byla databáze galaxií, vytvořená v roce 1983 na lyonské observatoři. Každé galaxii bylo přiřazeno unikátní číslo, známé jako její PGC číslo.
Katalog hlavních galaxií (Principal Galaxies Catalogue, PGC), publikovaný v roce 1989, vycházel z Lyon-Meudon Extragalactic Database a obsahoval křížové identifikace galaxií.
LEDA byla později sloučena s databází Hypercat a v roce 2000 vznikla databáze HyperLEDA, známá také jako PGC2003. Původně obsahovala LEDA informace o více než 60 parametrech pro přibližně 100 000 galaxií. Dnes databáze obsahuje údaje o více než 3 milionech objektů, z toho přibližně 1,5 milionu jsou galaxie. Databáze umožňuje astronomům z celého světa přístup k těmto informacím.